# 실크 스크린

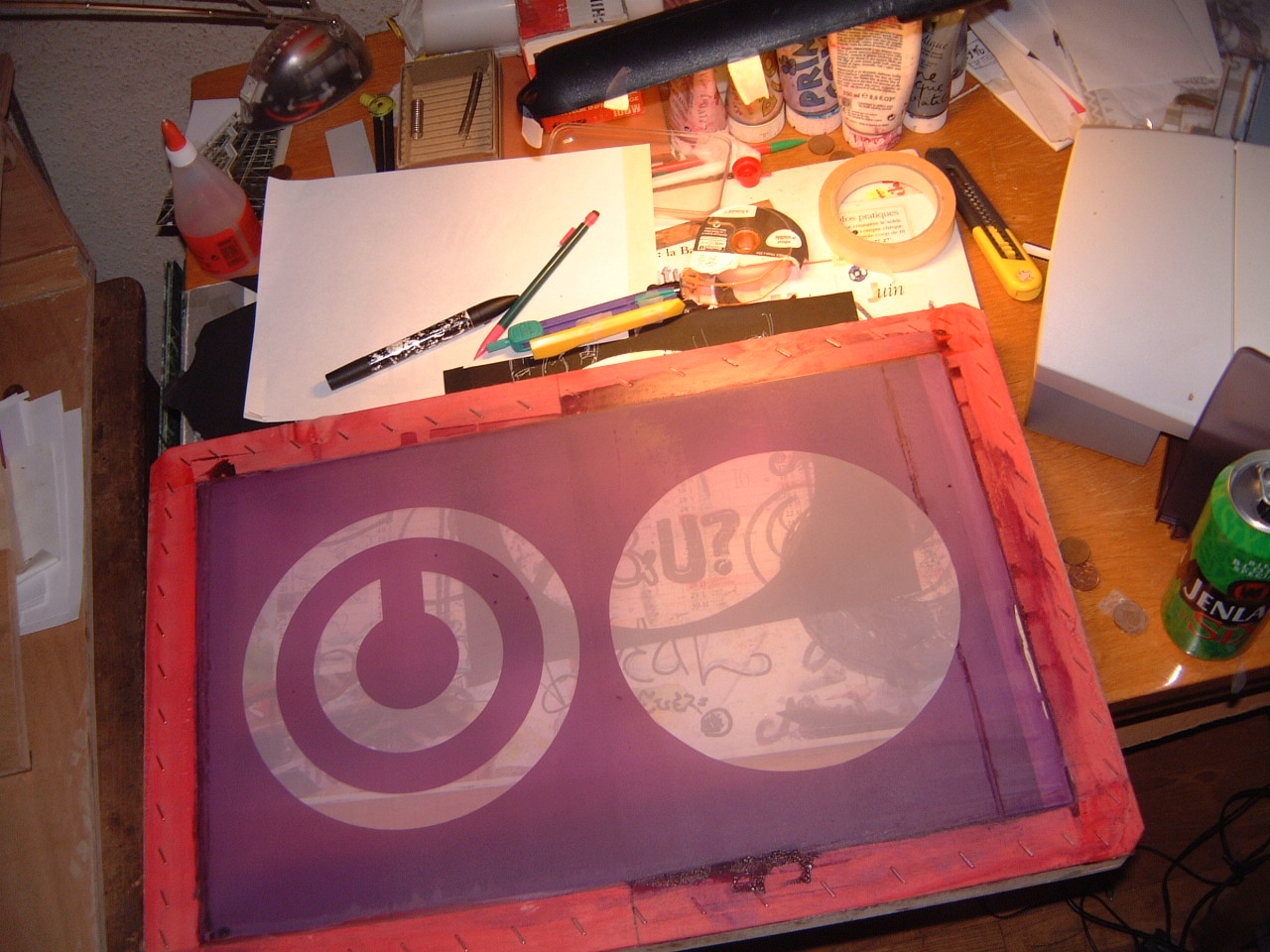
실크 스크린 도안

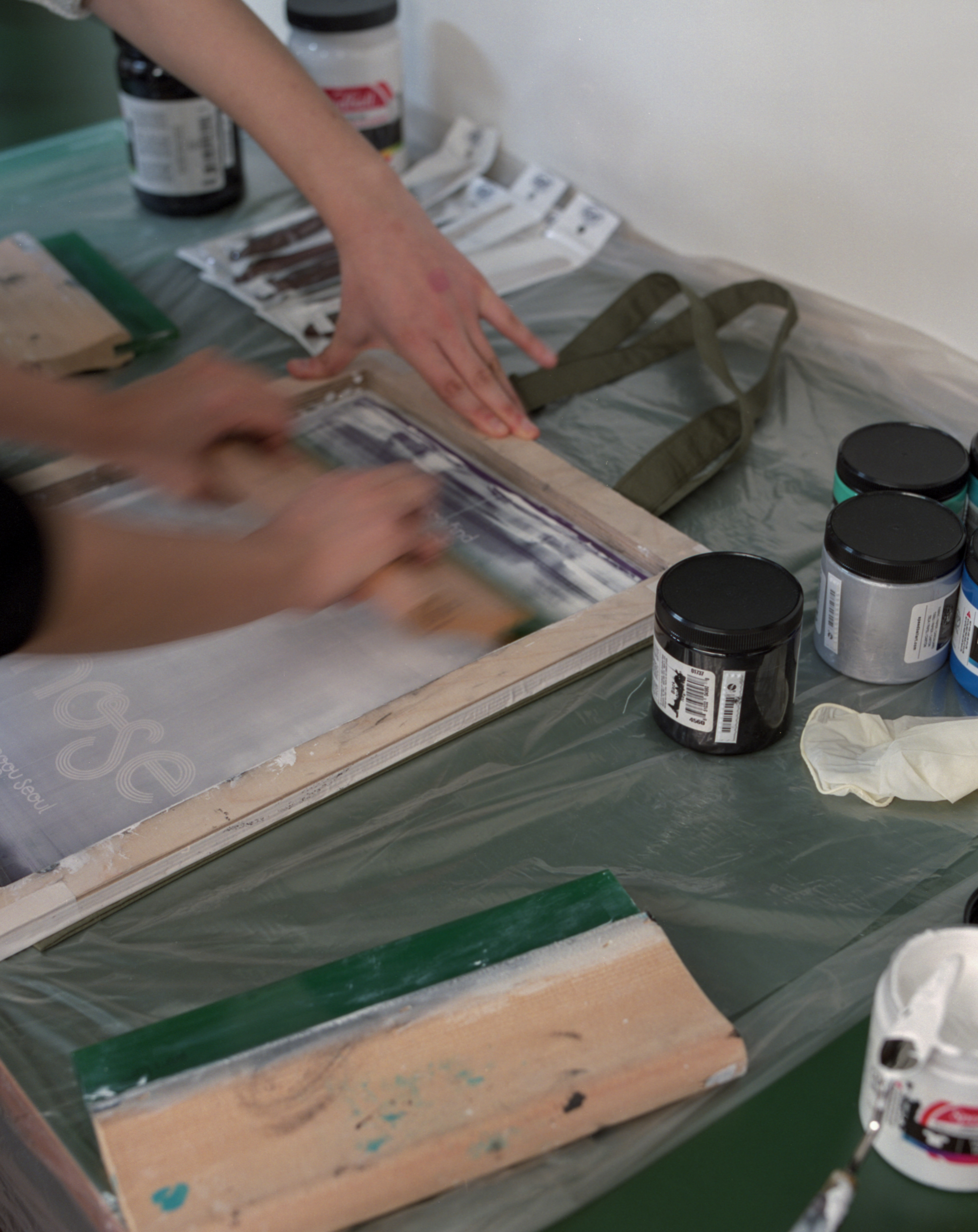
실크스크린 인쇄

실크 스크린(screenprinting, silkscreening, serigraphy) 또는 스크린 인쇄는 판화, 인쇄 기법 중 하나이다. 판 재료에 실크가 사용되기 때문에 이러한 이름이 생겼다.
실크 스크린을 만드는 가장 쉬운 방법은 도안을 잘라낸 종이와 필름에 올이 성긴 얇은 실크 스크린을 붙여 맞붙이는 것이다. 그러면 잉크가 통과하는 부분과 통하지 않는 부분이 구분되기 때문에, 나머지는 그것을 판으로 종이에 실어 적당량의 잉크를 주걱(스퀴지)으로로 늘려 가면 좋다. 원칙적으로 스텐실과 같다. 그러나 이 방법은 정밀한 도안은 만들 수 없다. 그래서 일반적으로 미리 용제를 균일하게 바른 스크린에 도안된 부분을 열이나 약품에 녹여 "구멍"을 만든다.
판의 "구멍" 부분을 통과하는 잉크가 도안이 되므로, 판화 인쇄 기법 중에서는 공판화로 분류된다 (위의 스텐실, 옛날에는, 학교 등에서 등사지에 인쇄했던 것도 공판의 일종이다.). 현재 명주포가 아니라 잉크의 인쇄가 좋도록 개발된 테트론 (폴리에스테르)의 실로 짠 천을 사용하는 경우가 많고, 공업 인쇄는 금속 메시를 사용하기도 한다. 따라서 인쇄업계에서는 단순히 ‘인쇄’라고 부르기도 한다.

## 특징

등사

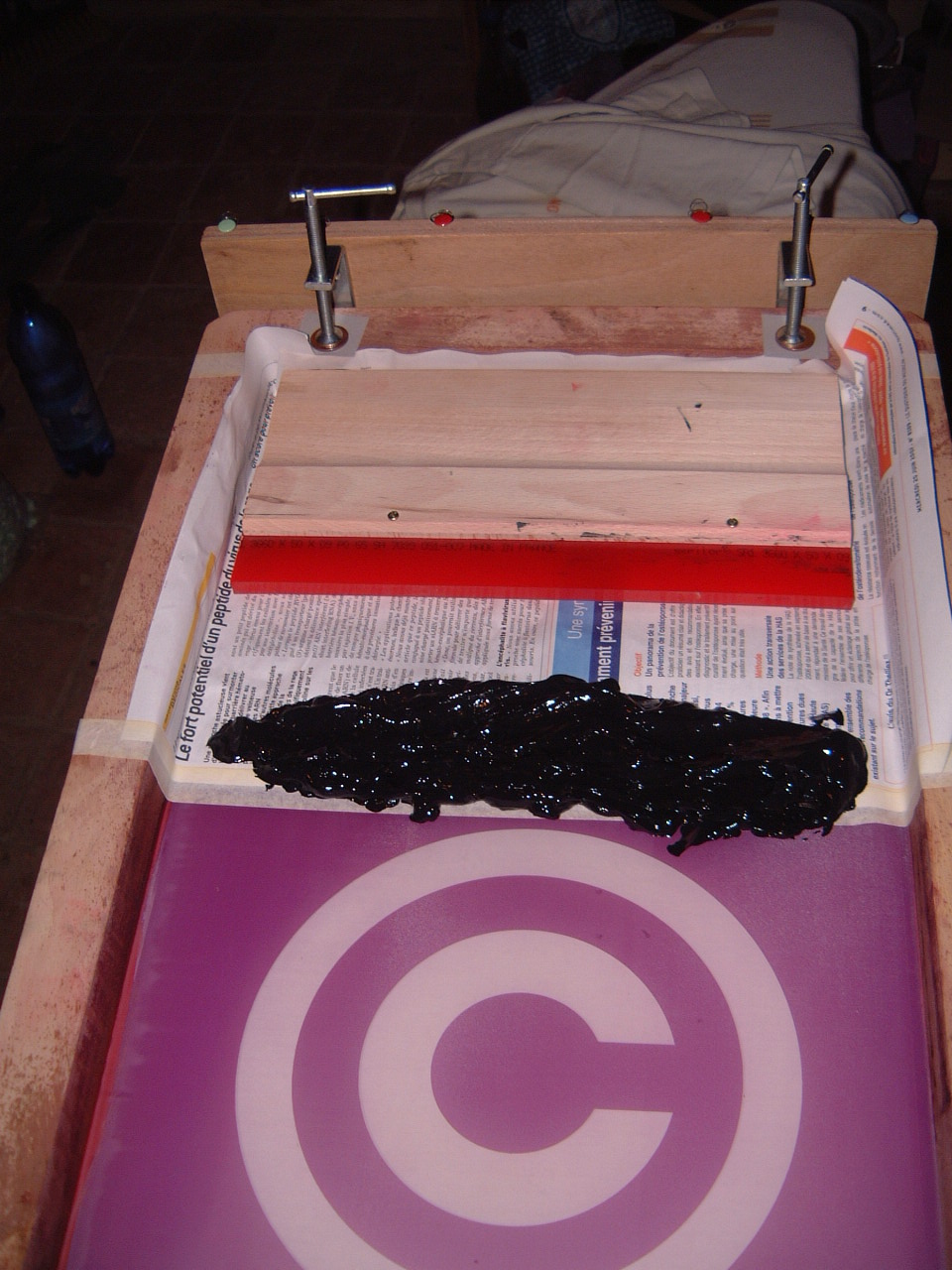

첫째, 비용이 싸다. 실크 스크린이 대중적인 가장 큰 이유이다. 제판, 인쇄 모두 소규모 시설로 충당할 수 있다. 그러나 판의 내구성은 오프셋 등이 떨어지기 때문에, 대량 인쇄에는 적합하지 않다. 다품종 소량 인쇄에 적합한 기술이다. 인쇄 대상에 직접 잉크를 바르는 기법이기 때문이다. 또한 잉크뿐만 아니라 액상 경우 각 소재의 신청에 응용할 수 있다. 옷감에 대한 인쇄는 인쇄 옷감이나 프린트 T셔츠를 만드는 등 섬유 분야에서 널리 활용되고 있다.
둘째, 곡면 인쇄가 가능하다. 목판이나 동판과 달리 판 자체의 유연성이 있기 때문에, 약간의 곡면일지라도 그대로 인쇄 가능하다. 또한 최근에는 도자기와 의류에 정교한 컬러 인쇄가 가능하지만, 이 경우는 일단 유연성 있는 종이와 필름 제판되어야 하고 그것이 대상에 구워져 붙는다.

## 작가
- 앤디 워홀
- 로이 리히텐슈타인
- 콘래드 리치

## 같이 보기
- 염료
- 등사기